# Giaura robusta
Giaura robusta är en fjärilsart som beskrevs av Moore 1888. Giaura robusta ingår i släktet Giaura och familjen trågspinnare. Inga underarter finns listade i Catalogue of Life.